# Frederik Christian 1. af Slesvig-Holsten-Sønderborg-Augustenborg
Frederik Christian 1. af Slesvig-Holsten-Sønderborg-Augustenborg (6. april 1721 – 14. november 1794 på Augustenborg), var en sønderjysk hertug af den oldenborgske slægt.

## Levned
Frederik Christian var søn af hertug Christian August og hertuginde Frederikke Louise (født komtesse Danneskiold-Samsøe). Han indtrådte i den danske hær, blev 1721 kaptajn og 1742 oberstløjtnant, købte to år senere et regiment, blev 1754 generalmajor, 1758 generalløjtnant og 1761 general.
Ved faderens død 1754 arvede han godserne på Als og i Sundeved, som blandt andet omfattede Augustenborg, Rumohrsgaard, Gråsten, mens Gammelgaard, Sønderborg Ladegård og Rønhave hjemfaldt til kronen. Han måtte tillige overtage en meget betydelig gæld, og hans stærke klager herover bragte kongen til først at bevilge ham en livsvarig pension på 6000 rigsdaler, dernæst til atter at afstå Gammelgaard og at overtage en betydelig del af hans gæld. Det kom dernæst til aftaler om en overdragelse af arveretten til Plön og Glücksborg til kongen, mod at Frederik Christian 1764 fik Sønderborg Slot med ladegården, Rønhave, Kegenæsgaard og Majbølgaard, samt at pensionen bortfaldt. Ligeledes fik han visse skattelettelser, mens derimod forsøget på at fastholde embedet som guvernør på Als i slægten mislykkedes. Man frygtede at skabe en stilling, som kunne ligne en regerende hertugs. Frederik Christian blev 1749 Hvid Ridder og senere Elefantridder.[kilde mangler]
Han havde 1762 ægtet Charlotte Amalie Vilhelmine, datter af den sidste hertug af Plön, Frederik Carl. Hun døde allerede 1770. Frederik Christian døde i 1794 og blev efterfulgt som hertug af sin søn Frederik Christian.

## Ægteskab og børn
Frederik Christian giftede sig den 26. maj 1762 i Reinfeld i Holsten med Prinsesse Charlotte Amalie Vilhelmine af Slesvig-Holsten-Sønderborg-Plön, der var datter af Hertug Frederik Carl af Slesvig-Holsten-Sønderborg-Plön i hans ægteskab med Christine Ermegaard Reventlow. Hun døde 11. oktober 1770. Frederik Christian og Charlotte Amalie Vilhelmine fik syv børn:
| Navn                                                               | Født                                                               | Død                                                                | Bemærkninger |
| Med Charlotte Amalie Vilhelmine af Slesvig-Holsten-Sønderborg-Plön | Med Charlotte Amalie Vilhelmine af Slesvig-Holsten-Sønderborg-Plön | Med Charlotte Amalie Vilhelmine af Slesvig-Holsten-Sønderborg-Plön | Med Charlotte Amalie Vilhelmine af Slesvig-Holsten-Sønderborg-Plön                                                        |
| ------------------------------------------------------------------ | ------------------------------------------------------------------ | ------------------------------------------------------------------ | --- |
| Louise Christine Caroline                                          | 16. februar 1763                                                   | 27. januar 1764                                                    | |
| Louise Christine Caroline                                          | 17. februar 1764                                                   | 2. august 1815                                                     | |
| Frederik Christian 2.                                              | 28. september 1765                                                 | 14. juni 1814                                                      | Hertug af Slesvig-Holsten-Sønderborg-Augustenborg 1794–1814 Gift 1786 med prinsesse Louise Augusta af Danmark (1771–1843) |
| Emil                                                               | 8. marts 1767                                                      | 14. juni 1841                                                      | Gift 1801 med Sophie Eleonore Frederikke Scheel (1776–1836)                                                               |
| Christian August                                                   | 9. juli 1768                                                       | 28. maj 1810                                                       | Kronprins af Sverige (som Karl August) i 1810                                                                             |
| Sophie Amalie                                                      | 10. august 1769                                                    | 6. oktober 1769                                                    | |
| Carl Vilhelm                                                       | 4. oktober 1770                                                    | 22. februar 1771                                                   | |

## Gengivelser
- Portrætmaleri af Carl Gustaf Pilo (1744, Gisselfeld), varieret gentagelse heraf
- Portrætmaleri af Peder Als (1750, Det Nationalhistoriske Museum på Frederiksborg Slot)
- Malet til hest af C.A. Lorentzen (sammesteds)
- Malet i Dannebrogordenens ordensdragt (forhen Primkenau)

## Eksterne links
- Wikimedia Commons har flere filer relateret til Frederik Christian 1. af Slesvig-Holsten-Sønderborg-Augustenborg
- Die Herzöge von Augustenburg Arkiveret 8. oktober 2015 hos  Wayback Machine på Gesellschaft für Schleswig-Holsteinische Geschichte's hjemmeside (tysk)